# Ramón Serrano Súñer
Ramón Serrano Súñer (né le 12 septembre 1901 - mort le 1er septembre 2003) est un ancien ministre espagnol de Franco.
Beau-frère de Franco, ce qui lui valut le surnom de Cuñadísimo (cuñado en espagnol = beau-frère : un jeu de mots sur Generalísimo, ce qui peut-être traduit par « super beau-frère »), il fut l'un des hauts dignitaires franquistes au début du régime, étant six fois ministre de 1938 à 1942 (Intérieur, Affaires étrangères et Gouvernement). Il fut le chef de la Falange Española Tradicionalista y de las Juntas de Ofensiva Nacional Sindicalista, parti unique et pilier du Movimiento Nacional. Germanophile et phalangiste convaincu, Súñer eut un rôle important dans l'édification du régime franquiste et poussa à l'entrée en guerre aux côtés des puissances de l'Axe, organisant l'entrevue d'Hendaye du 23 octobre 1940 entre Hitler et Franco. Avec le tournant de la guerre, il perdit de l'influence avec la montée en puissance des conservateurs, jusqu'à être écarté lors du remaniement ministériel d'octobre 1942. Il devint alors avocat, puis procureur, restant une figure influente.

## Une jeunesse fascisante
Fils d'un ingénieur et d'une famille provenant du district de Tarragone (Catalogne), il naquit à Carthagène en 1901. Il fit des études de droit à l'université centrale de Madrid et présida l'Association professionnelle des étudiants, dont le secrétaire était José Antonio Primo de Rivera, le fils du dictateur Primo de Rivera et fondateur en 1933 de la Phalange. Il s'entendait si bien avec José Antonio Primo de Rivera qu'il sera en 1936 son exécuteur testamentaire, aux côtés du hiérarque franquiste Raimundo Fernández Cuesta. Súñer passa ensuite une année à Bologne, où il se prit de passion pour le fascisme.
Il passe un concours de haut fonctionnaire judiciaire (avocat d'État), avec une dispense d'âge. D'abord en poste à Castellon, il vécut ensuite à Saragosse, où malgré les demandes pressantes de José Primo de Rivera, il refusa de prendre part à la Phalange. Il y rencontra Zita Polo y Martinez-Valdès qu'il épousa à Oviedo le 6 février 1932, ce qui en fit le beau-frère de Franco qui épousa l'autre sœur. Franco et José Antonio Primo de Rivera furent ses témoins lors du mariage, et se rencontrèrent à cette occasion. Súñer et Zita eurent six enfants.
Súñer siégea parmi les conservateurs aux Cortes de 1933 à 1936. Il se présenta d'abord pour l'Union des droites de Saragosse, puis, en 1933, fut élu dans la même circonscription sur les listes de la Confédération espagnole des droites autonomes (CEDA). Il s'impliqua dans la conspiration contre le Front populaire, en tentant notamment d'organiser une réunion, en mars 1936, entre Franco et José Antonio Primo de Rivera, qui n'eut finalement pas lieu.

## Le début de la guerre civile

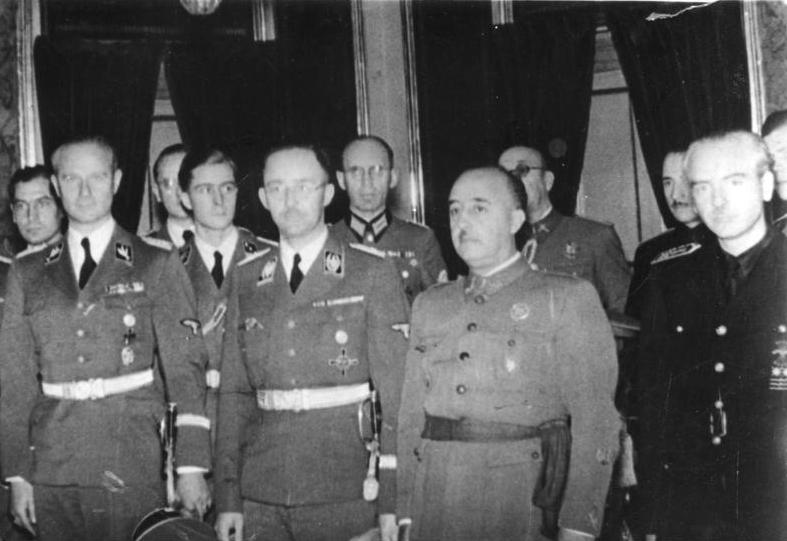
De gauche à droite: le général Karl Wolff, Himmler, Franco et Serrano Suñer. Derrière Franco, le général José Moscardó. Photographie du 25 octobre 1940 lors de l'entrevue d'Hendaye.

Après le déclenchement de la Guerre d'Espagne, il soutint Franco et fut à la tête de la Phalange. En juillet 1936, il avait été arrêté à Madrid pour conspiration contre la République, et détenu dans la prison Modelo (es). Après avoir été transféré grâce à des amis dans une clinique pour des soins gastriques prétendus, il s'évada en octobre 1936 [réf. nécessaire] , déguisé en femme. Il rejoint le consulat hollandais, d'où il obtint un faux certificat le faisant passer pour un militaire républicain, ce qui lui permit de rejoindre Alicante. De là, il rejoignit Marseille à bord d'un navire argentin, puis se rendit à Biarritz, Hendaye et enfin Salamanque le 20 février 1937, ville où siégeait le gouvernement provisoire des insurgés franquistes. Ses deux frères furent fusillés en novembre 1936 par les Républicains à Aravaca, près de Madrid, alors que lui-même devait mourir centenaire. En octobre 1940, Suner se vengea en faisant exécuter le procureur du tribunal qui avait requis l'exécution de ses deux frères.

## L'édification du régime franquiste: ministre du Gouvernement
Il rédigea le décret d'unification du 19 avril 1937 qui fusionnait tous les partis politiques du camp franquiste au sein de la Falange Española Tradicionalista (FET) y de las Juntas de Ofensiva Nacional Sindicalistay (JONS), et fut nommé président de la Junta Política de cette dernière. L'appui de sa belle-sœur Carmen Polo fut décisif dans cette ascension aux plus hauts niveaux du régime franquiste. Il se chargea ensuite de la Ley de la Administración Central de Estado, qui remplaça la Junta de Defensa Nacional, exclusivement composée de militaires, par la Junta Técnica del Estado (es) présidée par Franco, avec comme secrétaire général Nicolás Franco.
Súñer convainquit Franco de l'importance de créer un véritable gouvernement, négociant sa composition avec celui-ci - et parvenant à éloigner son frère Nicolás en le faisant nommer ambassadeur à Lisbonne. Il devint ainsi ministre de l'Intérieur dans le premier gouvernement franquiste (es) formé en janvier 1938, poste qu'il conserva jusqu'en 1940 (en décembre 1938, il devint ministre du Gouvernement, portefeuille résultant de la fusion entre le ministère de l'Intérieur et celui de l'Ordre public), et cumula ce portefeuille avec celui de ministre de la Presse et de la Propagande de 1939 à 1940. Súñer eut son mot à dire sur la nomination de tous les ministres et, d'une manière générale, fit passer le régime nationaliste de la situation qu'il qualifiait "d'état de camp militaire" à celui d'un gouvernement structuré autour d'une légalité qui lui était propre, mais réelle ; il devient alors le numéro deux de ce gouvernement.
L'ambassadeur d'Allemagne, Stohrer, dans une dépêche datée du 19 février 1939, qualifie Suner de "sans conteste le premier et le plus influent conseiller du chef de l'état, le membre le plus remarquable du cabinet. Mais, c'est un fanatique tenté de mysticisme, dont la conduite est toujours difficile à prévoir... C'est un élève des jésuite défenseur intransigeant de l’Église. On peut supposer qu'il subit fortement l'influence du Vatican."
Il fut le rédacteur principal du Fuero del Trabajo, loi organique du 9 mars 1938 inspirée de la Charte du travail fasciste et pilier de l'État franquiste. Chargé de la propagande, il créa l'agence de presse d'État EFE et fit promulguer la Ley de Prensa e Imprenta qui établissait une censure préalable à toute publication (celle-ci sera abrogée en 1966). Chargé de la reconstruction en tant que ministre du Gouvernement, il créa l'organisme Regiones Devastadas (2 mars 1938) et créa aussi, par décret, la ONCE (organisation nationale des aveugles).

## Ministre des Affaires étrangères

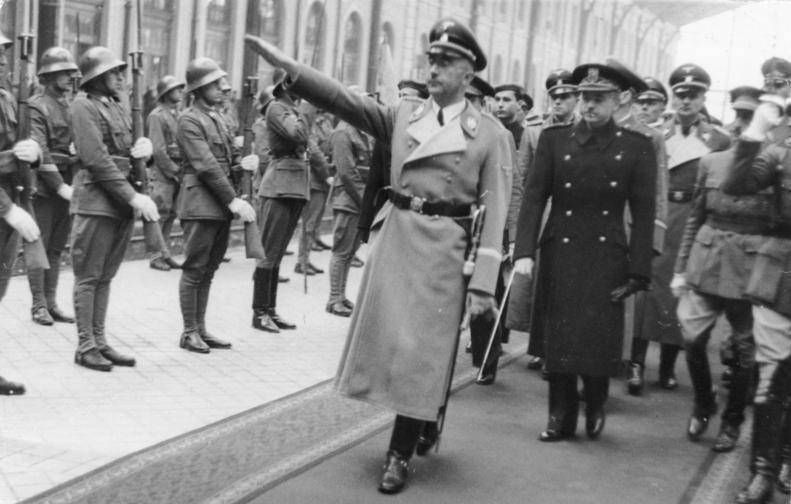
Súñer (à droite, en uniforme sombre) et Himmler, 1940.

Après la défaite des Républicains et la formation du deuxième gouvernement franquiste, Súñer fut nommé aux Affaires étrangères, portefeuille qu'il conserva jusqu'en 1942. L'un des plus germanophiles les plus puissants du régime, il parvint aussi à mettre en place des relations solides avec Mussolini. Selon Ciano, le ministre italien des Affaires étrangères Súñer était « un extrémiste dont la francophobie relevait presque de la pathologie ».
Lorsque les nazis demandent à Súñer ce qu'ils doivent faire des 927 civils espagnols (plusieurs notes envoyées à l'ambassade d'Espagne), déportés d'Angoulême vers Mauthausen le 20 août 1940 (première déportation opérée en France vers un camp d'extermination), ce dernier répondit à Hitler « qu'il pouvait faire ce qu'il voulait de ces rouges, la nouvelle Patrie ne les considérant pas comme étant Espagnols ». La plupart y moururent. Le juge Garzón tentera de le traduire en justice. Mais le « cuñadísimo » (comme on l'avait surnommé, qui peut être traduit par " super beau-frère "), du « Criminalísimo » (comme a été surnommé Franco par analogie au titre de « generalísimo » qu'il s'était attribué), mourra sans avoir été inquiété.
Le 13 septembre 1940, il partit pour l'Allemagne avec plusieurs autres pro-nazis, dont Demetrio Carceller Segura (es), Miguel Primo de Rivera (frère de José Antonio), Dionisio Ridruejo, Antonio Tovar, Manuel Halcón (es) et Miguel Mora Figueroa. Il put ainsi organiser l'entrevue d'Hendaye (23 octobre 1940) au cours de laquelle lui et Franco rencontrèrent Hitler pour discuter d'un engagement éventuel de l'Espagne dans la Seconde Guerre mondiale. Súñer était surnommé « ministre de l'Axe », tellement son orientation pro-allemande était évidente ; il tenta de convaincre Franco de rejoindre l'Axe, mais les demandes respectives des deux États furent jugées irréalistes : Hitler réclamait l'usage de bases aériennes et une des îles des Canaries, tandis que Franco réclamait Gibraltar et les colonies françaises d'Afrique du Nord, ce qui mettait, aux yeux d'Hitler, en péril la collaboration avec Vichy. En plus, les relations personnelles entre Súñer et Ribbentrop sont mauvaises : le premier jugeant le second "grossier, cassant, dépourvu de tact, falot", tandis que le second jugeait le premier "insaisissable et jésuitique".
Le 12 février 1941, il accompagna Franco à Bordighera pour une rencontre entre le Caudillo et Benito Mussolini. Là encore, Mussolini ne réussit pas à convaincre Franco d'entrer en guerre aux côtés des forces de l'Axe; Franco persévérait à émettre des conditions jugées trop élevées, prix à payer pour l'engagement de l'Espagne.
L'Espagne resta donc officiellement neutre, devenant un État « non-belligérant ». Sur proposition de Súñer, elle envoya en 1941 la División Azul (environ 50 000 hommes) sur le front de l'Est, sans entrer officiellement en guerre. Hitler fut déçu que Súñer n'insiste pas plus pour que Franco soutienne l'Allemagne, et le décrivit comme « creusant la tombe de l'Espagne nouvelle ».
Même s'il travaillait la plupart du temps dans le même sens que Franco, Súñer s'opposa à l'influence croissante de l'Église catholique dans la politique de la Phalange, revendiquant le rôle révolutionnaire de celle-ci. De plus, Suñer, qui s'opposait à l'influence croissante des conservateurs aux dépens des pro-fascistes, accusa Franco de mettre en place un véritable culte de la personnalité ; ce dernier lui reprochait d'être un facteur de dissension au sein de son propre parti. Il continua de jouer un grand rôle dans la mise en place des structures de l'État espagnol - son influence était telle qu'on le surnomma donc : le Cuñadísimo.
Avec l'entrée en guerre des États-Unis et les victoires soviétiques sur le front de l'Est, l'influence de Súñer baissa. Lors de son discours de Barcelone du 11 janvier 1941, Serrano Súñer avertit qu'avec la défaite républicaine, l'heure de la « Révolution » (nationale) était proche. La crise de mai 1941 (es) marqua un arrêt dans la surenchère phalangiste: Franco décida en effet de diminuer l'influence des pro-nazis, protégés de Súñer, en nommant Fidel Dávila chef du Haut État-major (es) et en rétablissant le portefeuille ministériel du Gouvernement, attribué au monarchiste antiphalangiste Valentín Galarza, ce qui fut considéré par les phalangistes comme une attaque frontale contre eux. La crise de mai 1941 fut aussi le début de l'ascension de Carrero Blanco, lequel prônait la neutralité et la mise au pas des phalangistes et devint proche conseiller de Franco. Par ailleurs, José Luis Arrese, l'un des protagonistes de la crise et adversaire de Serrano, fut nommé secrétaire général des FET et des JONS.
Le gouvernement britannique misa sur l'hostilité des principaux chefs de l'armée espagnole contre Súñer et n'hésita pas à verser 13 millions de dollars à trente généraux pour qu'ils entravent le pouvoir de Súñer. D'autre part, le futur amiral Carrero Blanco, très opposé depuis le début à une entrée en guerre de l'Espagne, agit en ce sens en démontrant à Franco que cette décision impliquerait la perte immédiate des Canaries. Enfin, l'amiral Canaris, envoyé par Hitler en février 1941 à Madrid, dissuada aussi Franco d'entrer en guerre, transmettant au ministre des Affaires étrangères sa conviction de l'impossible conquête de l'Angleterre.
Le 3 septembre 1942, après les incidents entre phalangistes et carlistes à la Basílica de Nuestra Señora de Begoña (es) (Bilbao), Serrano Súñer est écarté lors du remaniement ministériel et doit par ailleurs démissionner de son poste de président de la junte du parti unique (FET) et des JONS).
À la fin de l'année 1945, Súñer, déçu de ne pas avoir été écouté par Franco et d'être écarté du pouvoir, de manière provocatrice, dans une interview à Paris-Presse, déclara "oui, j'ai été pro-allemand et l'Espagne a été pro-allemande (...) L'Espagne nationaliste a des origines fascistes (...) Mon plan était d'entrer en guerre au moment de la victoire allemande".

## Après 1945
Après la Seconde Guerre mondiale, Súñer écrivit à Franco pour lui proposer de mettre en place un gouvernement de transition où les intellectuels exilés auraient leur place, mais Franco ne prit pas cette proposition au sérieux.
Súñer finit par se retirer de la vie publique en 1947, et revient à la carrière judiciaire - il retourne à la vie d'avocat d'État, ainsi que procureur jusqu'en 1957. Il fut aussi président d'honneur de la Radio Intercontinental (es), dont il avait posé les bases en tant que ministre de la Presse et de la Propagande et qui commença à émettre en 1950, avec comme secrétaire général Dionisio Ridruejo. Il aurait par la suite financé en sous-main cet ancien dignitaire franquiste, engagé dans la División Azul, qui vira vers l'opposition au régime franquiste. Il devint également un ami intime d'Oswald Mosley, le fondateur de la British Union of Fascists (BUF), et lui fut d'une aide précieuse après-guerre.
À son décès en 2003, à près de 102 ans, c'était le dernier haut dignitaire franquiste encore en vie. Quelque temps avant sa mort, il avait été l'un des 35 visés par la plainte instruite par le magistrat Baltasar Garzón pour « détention illégale et crimes contre l'humanité. »

## Œuvres
- Entre les Pyrénées et Gibraltar, 1947, GENEVE, 340 p.
- Entre Hendaye et Gibraltar, 1949
- Entre le silence et la propagande, 1977